# 霍特惠斯爾
霍特惠斯爾（Haltwhistle）是位於英格蘭東北部諾森伯蘭的一個城市和民政教區，靠近哈德良長城。2001年，霍特斯惠爾有人口3,811人。2011年時增加到3,791人。

## 友好城市
- 法國 大圣梅昂